# أليكس رودمان
أليكس رودمان (بالإنجليزية: Alex Rodman) هو لاعب كرة قدم بريطاني في مركز نصف الجناح، ولد في 15 فبراير 1987 في Sutton Coldfield ‏ في المملكة المتحدة. لعب مع شروزبري تاون وغريمسبي تاون ونادي ألدرشوت تاون ونادي بريستول روفيرز ونادي تاموورث ونادي غيتزهد ونادي يورك سيتي ونوتس كاونتي ونيوبورت كونتي.

## وصلات خارجية
- أليكس رودمان على موقع قاعدة بيانات كرة القدم.إي يو (الإنجليزية)
- أليكس رودمان على موقع Soccerbase.com (لاعب) (الإنجليزية)
- أليكس رودمان على موقع Soccerway.com (الإنجليزية)